# Herald Sun Tour
L'Herald Sun Tour (conosciuta anche come Jayco Herald Sun Tour) è una corsa a tappe maschile di ciclismo su strada che si svolge annualmente nello stato di Victoria, in Australia. Fondato nel 1952, dal 2005 al 2011 ha fatto parte del circuito UCI Oceania Tour come evento di classe 2.1.

## Storia
La prima edizione della corsa risale al 1952, e vide vincitore il corridore di casa Keith Rowley. I ciclisti australiani dominarono le prime trenta edizioni, fino a quando la gara cominciò ad attirare anche numerosi atleti stranieri. A partire dal 2013 l'organizzazione decise di spostare la competizione a gennaio (in precedenza la corsa si teneva in ottobre).

## Albo d'oro
Aggiornato all'edizione 2020.
| Anno | Vincitore          | Secondo           | Terzo                |
| ---- | ------------------ | ----------------- | -------------------- |
| 1952 | Keith Rowley       | Max Rowley        | Jack Hoobin          |
| 1953 | Basil Halsall      | Hec Sutherland    | Reginald Arnold      |
| 1954 | Hec Sutherland     | Cesare Pivato     | Eddie Smith          |
| 1955 | Allan Geddes       | Eddie Smith       | Hec Sutherland       |
| 1956 | George Goodwin     | Peter Panton      | Peter Anthony        |
| 1957 | Russell Mockridge  | George Goodwin    | Jack McDonough       |
| 1958 | John Young         | Peter Panton      | Ron Murray           |
| 1959 | Peter Panton       | Vin Beasley       | Bill Knevitt         |
| 1960 | Peter Panton       | John Young        | Bill Knevitt         |
| 1961 | John Young         | Jack McDonough    | Vic Roberts          |
| 1962 | Bill Knevitt       | Klaus Stiefler    | Peter Panton         |
| 1963 | Bill Lawrie        | Peter Panton      | Bill Knevitt         |
| 1964 | Barry Waddell      | John Young        | Robert Panter        |
| 1965 | Barry Waddell      | Graham Rowley     | Ian Grindlay         |
| 1966 | Barry Waddell      | Graeme Gilmore    | Glen Bermingham      |
| 1967 | Barry Waddell      | Bob Whetters      | Robert Panter        |
| 1968 | Barry Waddell      | Ian Stringer      | Keith Oliver         |
| 1969 | Keith Oliver       | Graham McVilly    | Ken Evans            |
| 1970 | Trevor Williamson  | Graham McVilly    | Ken Evans            |
| 1971 | Graham Mac Villy   | Ken Evans         | Frank Atkins         |
| 1972 | Ken Evans          | Vic Adams         | Kerry Gawley         |
| 1973 | Graham Mac Villy   | Ken Evans         | Frank Atkins         |
| 1974 | Graham Mac Villy   | Ken Evans         | John Knight          |
| 1975 | John Trevorrow     | Donald Allan      | Don Wilson           |
| 1976 | Peter Besanko      | Wayne Roberts     | Tony McCaig          |
| 1977 | John Trevorrow     | Terry Stacey      | Terry Hammond        |
| 1978 | Terry Hammond      | Clyde Sefton      | Ken Evans            |
| 1979 | John Trevorrow     | Terry Hammond     | Peter Besanko        |
| 1980 | David Allan        | Terry Stacey      | Tony McCaig          |
| 1981 | Clyde Sefton       | Peter Besanko     | Murray Hall          |
| 1982 | Terry Hammond      | Clyde Sefton      | Tony McCaig          |
| 1983 | Shane Sutton       | Terry Hammond     | Eric Vandeperre      |
| 1984 | Gary Sutton        | Peter Besanko     | Gery Verlinden       |
| 1985 | Malcolm Elliott    | Jan Bogaert       | William Tackaert     |
| 1986 | Neil Stephens      | Allan Peiper      | Malcolm Elliott      |
| 1987 | Stefano Tomasini   | Neil Stephens     | Gary Trowell         |
| 1988 | Adrie van der Poel | Neil Stephens     | Stefano Tomasini     |
| 1989 | Marcel Arntz       | Stephen Hodge     | Udo Bölts            |
| 1990 | Udo Bölts          | John Clay         | Neil Stephens        |
| 1991 | Michael Engleman   | John Talen        | Udo Bölts            |
| 1992 | Bart Bowen         | Dick Dekker       | Roland Leclerc       |
| 1993 | David Mann         | Brian Walton      | Udo Bölts            |
| 1994 | Christian Henn     | Daniele Nardello  | Marcel Wüst          |
| 1995 | Andy Bishop        | Scott Mercier     | Henk Vogels          |
| 1996 | Scott Moninger     | Stephen Hodge     | Henk Vogels          |
| 1997 | Norman Alvis       | Trent Klasna      | Scott McGrory        |
| 1998 | Alessandro Pozzi   | Tristan Priem     | Jaroslav Bilek       |
| 1999 | Michael Blaudzun   | Tomáš Konečný     | Jan Hruška           |
| 2000 | Eugen Wacker       | Scott Moninger    | Andy de Smet         |
| 2001 | Peter Wrolich      | Zbigniew Piatek   | Remigius Lupeikis    |
| 2002 | Baden Cooke        | Alan Iacuone      | Jonas Ljungblad      |
| 2003 | Tim Johnson        | Luke Roberts      | Scott Guyton         |
| 2004 | Jonas Ljungblad    | David McKenzie    | Ben Brooks           |
| 2005 | Simon Gerrans      | Dominique Perras  | David McCann         |
| 2006 | Simon Gerrans      | Chris Jongewaard  | David McCann         |
| 2007 | Matthew Wilson     | Steve Morabito    | Trent Lowe           |
| 2008 | Stuart O'Grady     | Lars Bak          | Ben Day              |
| 2009 | Bradley Wiggins    | Chris Sutton      | Jonathan Cantwell    |
| 2010 | non disputato      |                   |                      |
| 2011 | Nathan Haas        | Jack Bobridge     | Jonas Aaen Jørgensen |
| 2012 | non disputato      |                   |                      |
| 2013 | Calvin Watson      | Aaron Donnelly    | Josh Atskins         |
| 2014 | Simon Clarke       | Cameron Wurf      | Jack Haig            |
| 2015 | Cameron Meyer      | Patrick Bevin     | Joseph Cooper        |
| 2016 | Chris Froome       | Peter Kennaugh    | Damien Howson        |
| 2017 | Damien Howson      | Jai Hindley       | Kenny Elissonde      |
| 2018 | Esteban Chaves     | Cameron Meyer     | Damien Howson        |
| 2019 | Dylan van Baarle   | Nick Schultz      | Michael Woods        |
| 2020 | Jai Hindley        | Sebastian Berwick | Damien Howson        |